# Reacción de Ferrario
La reacción de Ferrario es un método en síntesis orgánica para convertir éteres fenílicos en fenoxatina por la acción de azufre elemental y cloruro de aluminio.